# Mistrzostwa Świata w Krykiecie Mężczyzn 2007
Mistrzostwa Świata w Krykiecie Mężczyzn 2007 (en. 2007 Cricket World Cup) – IX edycja turnieju finałowego krykietowych mistrzostw świata rozgrywanego w formacie meczów jednodniowych. Organizowane przez International Cricket Council od 13 marca do 28 kwietnia w siedmiu karaibskich państwach i w Gujanie. Łącznie w czasie mistrzostw rozegrano 51 meczów.

## Miasta i stadiony

### Główne stadiony
| North Sound | Bridgetown | River Road | Providence                                      |
| --- | --- | --- | ----------------------------------------------- |
| Sir Vivian Richards Stadium Pojemność: 20 000 Mecze: 6                                                          | Kensington Oval Pojemność: 27 000 Mecze: 7 (w tym finał)                                                        | Queen’s Park Pojemność: 20 000 Mecze: 6                                                                         | Providence Stadium Pojemność: 15 000 Mecze: 6   |
| | | |                                                 |
| North SoundBridgetownRiver RoadKingstonBasseterreGros IsletPort-of-Spain Miasta-organizatorzy na mapie Karaibów | North SoundBridgetownRiver RoadKingstonBasseterreGros IsletPort-of-Spain Miasta-organizatorzy na mapie Karaibów | North SoundBridgetownRiver RoadKingstonBasseterreGros IsletPort-of-Spain Miasta-organizatorzy na mapie Karaibów | Providence Miasta-organizatorzy na mapie Gujany |
| Kingston | Basseterre | Gros Islet | Port-of-Spain                                   |
| Sabina Park Pojemność: 16 000 Mecze: 7 (w tym półfinał)                                                         | Warner Park Stadium Pojemność: 10 000 Mecze: 6                                                                  | Beausejour Stadium Pojemność: 20 000 Mecze: 7 (w tym półfinał)                                                  | Queen’s Park Oval Pojemność: 25 000 Mecze: 6    |
| | | |                                                 |

### Stadiony treningowe
| Stadion                           | Miejscowość     | Państwo                   | Pojemność | Mecze |
| --------------------------------- | --------------- | ------------------------- | --------- | ----- |
| 3Ws Oval                          | Bridgetown      | Barbados                  | 8 500     | 4     |
| Greenfield Stadium                | Falmouth        | Jamajka                   | 25 000    | 4     |
| Arnos Vale Stadium                | Kingstown       | Saint Vincent i Grenadyny | 18 000    | 4     |
| Sir Frank Worrell Memorial Ground | Saint Augustine | Trynidad i Tobago         |           | 4     |

## Schemat rozgrywek
W mistrzostwa wystartowało 16 reprezentacji podzielonych na 4 grupy po 4 zespoły. W każdej grupie rozegrano szereg meczów każdy z każdym i do drugiej fazy mistrzostw przeszły dwie pierwsze drużyny z każdej grupy.
Druga faza rozgrywek nazwana Super 8 (super ósemka) to kolejna runda "każdy z każdym", w grupie ośmiu drużyn każda reprezentacja rozgrywa 6 meczów (nie gra tylko meczu z drużyną z którą była wcześniej w grupie eliminacyjnej). Do fazy drugiej zaliczane są punkty zdobyte w fazie pierwsze ale tylko wtedy jeżeli zostały one zdobyte przeciwko drużynie która także zakwalifikowała się do fazy Super 8.
W półfinałach biorą udział zdobywcy miejsc od 1. do 4. (1. z 4. i 2. z 3).
Mecz finałowy został rozegrany 28 kwietnia na stadionie Kensington Oval w Bridgetown na Barbadosie.

## Eliminacje i uczestnicy

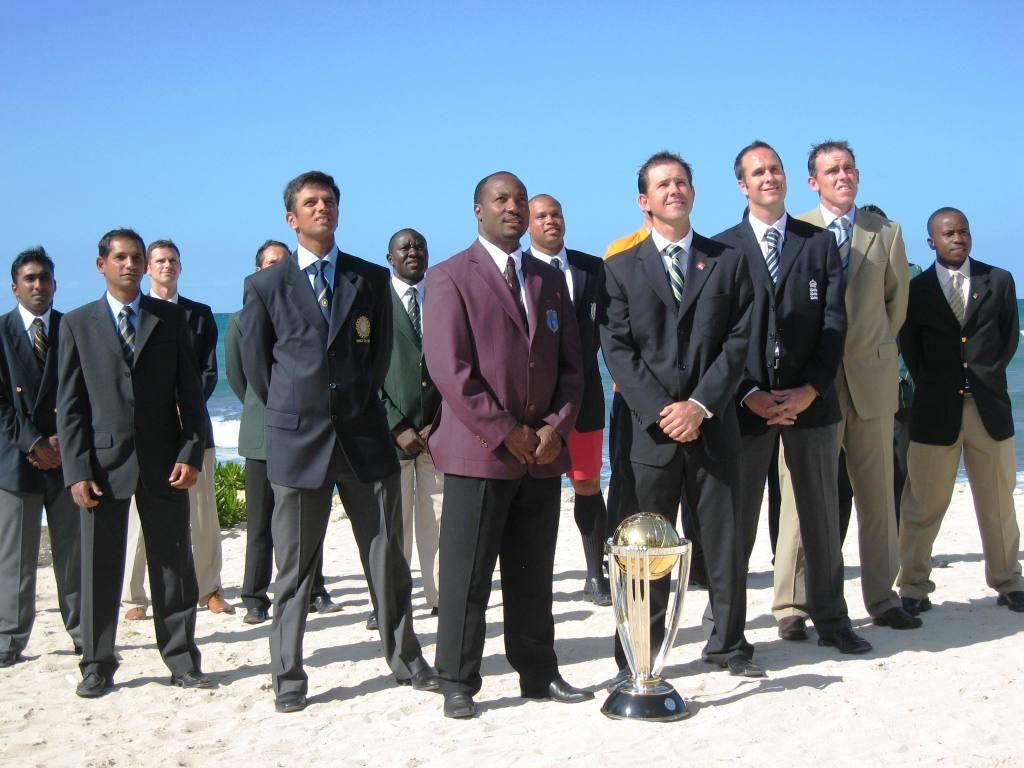
Kapitanowie reprezentacji uczestniczących w mistrzostwach.

W mistrzostwach świata zapewniony udział mają wszystkie drużyny, które posiadają tzw. test status w ICC (pełni członkowie tej organizacji), oraz 6 drużyn wyłonionych na drodze wcześniejszych eliminacji.
Zespoły, które zdobyły prawo gry w mistrzostwach:
| Pełnoprawni członkowie | Pełnoprawni członkowie |
| ---------------------- | ---------------------- |
| Australia              | Bangladesz             |
| Anglia                 | Indie                  |
| Nowa Zelandia          | Pakistan               |
| Południowa Afryka      | Sri Lanka              |
| Indie Zachodnie        | Zimbabwe               |
| Zespoły z eliminacji   |                        |
| Bermudy                | Kanada                 |
| Kenia                  | Irlandia               |
| Holandia               | Szkocja                |

## Faza grupowa

### Grupa A
| Reprezentacja     | M | Z | R | P | NR | NRR    | Pkt |
| ----------------- | - | - | - | - | -- | ------ | --- |
| Australia         | 3 | 3 | 0 | 0 | 0  | +3.433 | 6   |
| Południowa Afryka | 3 | 2 | 0 | 1 | 0  | +2.403 | 4   |
| Holandia          | 3 | 1 | 0 | 2 | 0  | −2.527 | 2   |
| Szkocja           | 3 | 0 | 0 | 3 | 0  | −3.793 | 0   |

### Grupa B
| Reprezentacja | M | Z | R | P | NR | NRR    | Pkt |
| ------------- | - | - | - | - | -- | ------ | --- |
| Sri Lanka     | 3 | 3 | 0 | 0 | 0  | +3.493 | 6   |
| Bangladesz    | 3 | 2 | 0 | 1 | 0  | −1.523 | 4   |
| Indie         | 3 | 1 | 0 | 2 | 0  | +1.206 | 2   |
| Bermudy       | 3 | 0 | 0 | 3 | 0  | −4.345 | 0   |

### Grupa C
| Reprezentacja | M | Z | R | P | NR | NRR    | Pkt |
| ------------- | - | - | - | - | -- | ------ | --- |
| Nowa Zelandia | 3 | 3 | 0 | 0 | 0  | +2.138 | 6   |
| Anglia        | 3 | 2 | 0 | 1 | 0  | +0.418 | 4   |
| Kenia         | 3 | 1 | 0 | 2 | 0  | −1.194 | 2   |
| Kanada        | 3 | 0 | 0 | 3 | 0  | −1.389 | 0   |

### Grupa D
| Reprezentacja   | M | Z | R | P | NR | NRR    | Pkt |
| --------------- | - | - | - | - | -- | ------ | --- |
| Indie Zachodnie | 3 | 3 | 0 | 0 | 0  | +0.764 | 6   |
| Irlandia        | 3 | 1 | 1 | 1 | 0  | −0.092 | 3   |
| Pakistan        | 3 | 1 | 0 | 2 | 0  | +0.089 | 2   |
| Zimbabwe        | 3 | 0 | 1 | 2 | 0  | −0.886 | 1   |

## Super 8
| Reprezentacja     | M | Z | R | P | NR | NRR    | Pkt |
| ----------------- | - | - | - | - | -- | ------ | --- |
| Australia         | 7 | 7 | 0 | 0 | 0  | +2.400 | 14  |
| Sri Lanka         | 7 | 5 | 0 | 2 | 0  | +1.483 | 10  |
| Nowa Zelandia     | 7 | 5 | 0 | 2 | 0  | +0.253 | 10  |
| Południowa Afryka | 7 | 4 | 0 | 3 | 0  | +0.313 | 8   |
| Anglia            | 7 | 3 | 0 | 4 | 0  | −0.394 | 6   |
| Indie Zachodnie   | 7 | 2 | 0 | 5 | 0  | −0.566 | 4   |
| Bangladesz        | 7 | 1 | 0 | 6 | 0  | −1.514 | 2   |
| Irlandia          | 7 | 1 | 0 | 6 | 0  | −1.730 | 2   |

## Faza pucharowa
|  |                                                           |                     |           |                                                     |       |           |           |       |
|  | Półfinał                                                  | Półfinał            | Półfinał  |                                                     |       | Finał     | Finał     | Finał |
|  | Półfinał                                                  | Półfinał            | Półfinał  |                                                     |       | Finał     | Finał     | Finał |
|  | 24 kwietnia – Sabina Park, Kingston, Jamajka              |                     |           |                                                     |       |           |           |       |
|  |                                                           |                     |           |                                                     |       |           |           |       |
|  | 2 Sri Lanka                                               | 2 Sri Lanka         | 289/5     |                                                     |       |           |           |       |
|  | 2 Sri Lanka                                               | 2 Sri Lanka         | 289/5     | 28 kwietnia – Kensington Oval, Bridgetown, Barbados |       |           |           |       |
|  | 3 Nowa Zelandia                                           | 3 Nowa Zelandia     | 208       |                                                     |       |           |           |       |
|  | 3 Nowa Zelandia                                           | 3 Nowa Zelandia     | 208       |                                                     |       | Sri Lanka | Sri Lanka | 215/8 |
|  | 25 kwietnia – Beausejour Stadium, Gros Islet, Saint Lucia |                     |           |                                                     |       | Sri Lanka | Sri Lanka | 215/8 |
|  |                                                           |                     | Australia | Australia                                           | 281/4 |           |           |       |
|  | 1 Australia                                               | 1 Australia         | Australia | Australia                                           | 281/4 | 153/3     |           |       |
|  | 1 Australia                                               | 1 Australia         |           |                                                     |       |           |           |       |
|  | 4 Południowa Afryka                                       | 4 Południowa Afryka | 149       |                                                     |       |           |           |       |
|  | 4 Południowa Afryka                                       | 4 Południowa Afryka | 149       |                                                     |       |           |           |       |

### Finał
W finale spotkała się drużyna Australii (1. miejsce w rankingu międzynarodowym) z reprezentacją Sri Lanki (4. miejsce). Mecz rozpoczął się z opóźnieniem spowodowanym ulewnymi opadami deszczu i został skrócony z 50 overów do 38 overów.
Kapitan Australii Ricky Ponting wygrał losowanie przed meczem i zdecydował się odbijać jako pierwszy. Australia zdobyła 281 runów tracąc przy tym 4 wickety - 281/4 (38) (zobacz możliwe wyniki w krykiecie). Adam Gilchrist zdobył 149 runów z zaledwie 104 piłek.
W odpowiedzi Sri Lanka zdobyła 215 runów z 36 overów (mecz został skrócony o dwa następne overy z powodu następnych opadów, ostatecznie Sri Lanka musiałaby zdobyć 268 runów aby wygrań mecz) tracąc przy tym 8 wicketów - 215/8 (36/36).
Tytuł "man of the match" (krykietowy odpowiednik MVP) zdobył Adam Gilchrist, tytuł najlepszego zawodnika Mistrzostw został przyznany Glennowi McGrath.
Australia jest pierwszym krajem która wygrała mistrzostwa świata 3 razy z rzędu i jak do tej pory jedynym krajem który zdobył mistrzostwo świata 4 razy. Od czasu przegranego finału w 1996, w meczu ze Sri Lanką, Australia nie przegrała żadnego meczu w mistrzostwach świata.